# Edo Rodošek
Edo (Eduard Aleksandar) Rodošek, profesor gradbeništva, pisatelj in prevajalec znanstvene fantastike, * 21. marec 1932, Novi Sad, † 7. februar 2021, Ljubljana
Edo Rodošek se je rodil v Novem Sadu kot mlajši od dveh otrok Antona in Alojzije Rodošek, umrl je v Ljubljani. Po očetovi smrti se je vrnil v Ljubljano, kjer je že od srednješolskih let sodeloval pri izdajanju dveh dijaških glasil. Njegovo zanimanje je bilo deljeno med literaturo in gradbeništvom. Odločila je ekonomska nuja, ker je s svojo štipendijo študenta na Fakulteti za gradbeništvo Univerze v Ljubljani lahko finančno pomagal materi. Kot diplomirani gradbeni inženir je opravljal zelo raznolike službe (projektiranje, nadzor izvajanja gradnje, pedagoško delo). Od leta 1972 je honorarno predaval na Fakulteti za gradbeništvo in geodezijo, nekaj let pozneje je doktoriral, se zaposlil tam kot izredni profesor (izvoljen leta 1977), 1981 je opravil doktorat in 1983 postal redni profesor, ustanovil pa je tudi Katedro za operativno gradbeništvo, katere zametki segajo v leto 1972, ko je začel Edo Rodošek honorarno predavati predmet Organizacija gradbišča.
Je avtor več kot deset strokovnih publikacij in več sto objavljenih referatov, člankov in recenzij s področja planiranja, tehnologije, organizacije in ekonomike v gradbeništvu, katerih znaten del je mednarodnega značaja. Vsa ta leta je prebiral leposlovje, predvsem velikane svetovne književnosti. V 60. letih, torej v času, ko se je razmahnila znanstvena fantastika, je postal njen vneti privrženec. Ljubiteljsko je prevajal tovrstna besedila iz angleščine in pisal lastne kratke zgodbe.

## Izdana dela

### Zbirke kratkih zgodb
- Temna stran vesolja: fantastične in znanstveno fantastične zgodbe,  Domžale, (1997) (COBISS)
- Čar iskanja, Ljubljana, (1997) (COBISS)
- Sence neznanega, Ljubljana, (1998) (COBISS)
- Spokojni svet, Ljubljana, (2000) (COBISS)
- Nauči me sanjati, Ljubljana, (2000) (COBISS)
- Geneza, Ljubljana, (2000) (COBISS)
- Obračun, Ljubljana, (2000) (COBISS)
- Pravici je zadoščeno, Ljubljana, (2001) (COBISS)
- Dolgo iskanje, Ljubljana, (2001) (COBISS)

### Romani
- Feniks, mogoče, Ljubljana, (2001) (COBISS)
- Skoraj enaki, Ljubljana, (2003) (COBISS)